# Francoska baročna arhitektura
Francoska baročna arhitektura, včasih imenovana tudi francoski klasicizem, je bila slog arhitekture v času vladavine Ludvika XIII. (1610–43), Ludvika XIV. (1643–1715) in Ludvika XV. (1715–74). Pred tem je bila francoska renesančna arhitektura in manierizem, v drugi polovici 18. stoletja pa francoska neoklasicistična arhitektura. Slog je bil prvotno navdahnjen v italijanskem baročnem arhitekturnem slogu, vendar je, zlasti pod Ludvikom XIV., dal večji poudarek pravilnosti, kolosalnemu redu fasad ter uporabi kolonad in kupol, ki simbolizirajo moč in veličino kralja. Pomembni primeri sloga so Veliki Trianon v Versajski palači in kupolo Les Invalides v Parizu. V zadnjih letih Ludvika XIV. in vladavine Ludvika XV. so kolosalni redi postopoma izginili, slog je postal lažji in videl je uvedbo kovanega okrasa v rocaille modelih. V tem obdobju so se v Parizu in drugih mestih, zlasti Place Vendôme in Place de la Concorde, uvedli monumentalni mestni trgi. Slog je močno vplival na posvetno arhitekturo 18. stoletja po vsej Evropi; Versajsko palačo in francoski formalni vrt so kopirali drugi dvori po vsej Evropi.

## Zgodnji francoski barok
Francoski barok je bil od začetka izraz moči in veličastnosti francoskih kraljev. Nadaljeval je namerno v drugo smer od Italije in preostale Evrope, združeval je klasične elemente, zlasti kolosalne stebrne rede in se izognil bujni dekoraciji, ki se je pojavila na fasadah in notranjih prostorih v Španiji, Nemčiji in Srednji Evropi. Redkeje so ga uporabljali v cerkvah in pogosteje pri oblikovanju kraljevih palač in podeželskih rezidenc. Drug značilen element francoskega baročnega sloga je bila integracija arhitekture hiše s formalnimi vrtovi okoli nje, v tem, kar je postalo znano kot francoski formalni vrt.
Salomon de Brosse (1571–1626) je bil eden prvih francoskih arhitektov, ki je sprejel ta slog, pri gradnji  Luksemburške palače, ki jo je zgradil med letoma 1615 in 1624 za mater Ludvika XIII. Marijo Medičejsko. Luksemburška palača je določila nov vzorec kraljevih rezidenc s paviljoni na vogalih, stranskimi krili in velikim osrednjim vhodom pod kupolo. Stene imajo kolosalni red stebrov s trikotnimi pedimenti, kar kaže na klasični navdih za francosko gibanje. Tradicionalna francoska značilnost je bila visoka poševna mansardna streha in kompleksna strešna linija. Tako kot Medičejske palače v Rimu je bila palača obdana z velikim vrtom in vodnjaki. Inovativna je bila tudi notranja oprema; paviljoni okoli glavnega bloka so vsebovali stanovanja, kar omogoča večjo prilagodljivost in funkcionalnost notranjega prostora.{sfn|Prina|Demartini|2006|p=191}}
Eden najbolj uspešnih oblikovalcev novega sloga je bil François Mansart, neutrudni perfekcionist, ki je bil pogosto zaslužen za predstavitev celotnega baroka Franciji. Ni bil prvi, ki je uporabljal poševno mansardno streho, vendar jo je uporabljal tako učinkovito, da je prevzela njegovo ime. Mansart je v svoji zasnovi Château de Maisons v Maisons-Laffitte (1630–51) pokazal kontinuiteto med francoskim renesančnim slogom in novim slogom. Struktura je strogo simetrična, red pa velja za vsako nadstropje, večinoma v obliki pilastrov. Frontispiece, okrašen z ločeno povečano streho, je prežet z izjemno plastičnostjo in celotna zasedba se bere kot tridimenzionalna celota. Mansartove strukture so odvzete s prenapihnjenimi dekorativnimi učinki, tako značilnimi za sodobni Rim. Vpliv italijanskega baroka je utišan in spuščen na področje dekorativne ornamentike.
Louis Le Vau je bil še ena osrednja osebnost v zgodnjem francoskem baročnem slogu. Zgradil je Graščina Vaux-le-Vicomte (1656–1661) za Nicolasa Fouqueta, nadzornika financ mladega Ludvika XIV. Sama zasnova dvorca je bila podobna zasnovi Luksemburške palače in palače Barberini v Rimu. Zaradi česar se je razlikoval od prejšnjih slogov, je bila enotnost njegove arhitekture, notranjosti in pokrajine okoli njega. Na njegovi fasadi so bili predstavljeni stilizirani monumentalni stebri, krila v kombinaciji z mansardnimi strehami in vidna kupola v baročnem slogu. Charles Le Brun je notranjost razkošno okrasil s freskami in je bil postavljen v središče ogromnih formalnih vrtov, ki jih je zasnoval André le Notre, postavljenih v geometrijske vzorce poti, cvetličnih korit, vodnjakov in odsevnih bazenov, kar se je zdelo, da razširja arhitekturo hiše v vse smeri.  Veliki salon stavbe se je odpiral na vrt, značilnost, ki je nato postala običajna značilnost baročnih palač. Ko je kralj videl razkošnost stavbe, je odpustil in zaprl Fouqueta, si prisvojil hišo za krono in kmalu naročil Le Vauu, da ustvari svojo palačo v Versaillesu.
Isti trije umetniki so ta koncept v kraljevi lovski koči in kasneje v glavni palači Versailles (1661–1690) razširili na monumentalne razsežnosti. Palača je v daljšem obsegu hipertrofirana in nekoliko ponavljajoča se različica Vaux-le-Vicomte. Bila je hkrati najbolj veličastna in najbolj imitirana stanovanjska stavba 17. stoletja. Palača v Mannheimu, graščina Nordkirchen in palača Drottningholm so bile med številnimi tujimi rezidencami, za katere je bil Versailles model.
- Château de Maisons-Laffitte, avtor François Mansart, (1630–51)
- Luksemburška palača, avtor Salomon de Brosse (1615–1620)
- Graščina Vaux-le-Vicomte blizu Pariza, Louis Le Vau in André le Notre, (1656-1661)

## Fasada Louvra
Leta 1665 je glavni minister Ludvika XIV. Jean Colbert v Pariz povabil najslavnejšega arhitekta in kiparja italijanskega baroka Giana Lorenza Berninija, da bi predlagal zasnovo novega vzhodnega trakta Louvra, ki je na vzhodni strani Cour Carrée (kvadratno dvorišče). Ta zasnova bi arhitekturo Pariza uskladila z italijanskim baročnim slogom. Vendar se je Ludvik na koncu namesto tega obrnil na francoske oblikovalce. Želel je dizajn, ki bi bil izrazito francoski, ne pa kopija italijanskega sloga. Aprila 1667 je dal naročilo odboru Petit Conseil, ki so ga sestavljali Louis Le Vau, Charles Le Brun in Claude Perrault, in trije možje so novo fasado oblikovali skupaj. V njej je bil kolosalni red, to je dolga vrsta dvojnih sebrov, visokih dve nadstropji, naslonjeni na masivni spodnji nivo z visokimi, segmentno obokanimi okni po vzoru renesančnih kril Lescot. Imela je ravno streho, zakrito z balustrado, s trikotnim pedimentom v sredini nad glavnim vhodom. Leta 1668 je bila sprejeta odločitev o podvojitvi širine južnega trakta, kar je povzročilo novo fasado na jugu, obrnjeno proti Seni. Perrault je zasnoval tudi novo fasado v notranjosti dvora, ki gleda proti zahodu in novo fasado na severu.
- Predlagano baročno vzhodno pročelje Louvra avtorja Gian Lorenza Berninija
- Vzhodna fasada Louvra

## Versajska palača
Najpomembnejši prikaz francoskega baroka je bila Versajska palača. Graditi jo je začel leta 1624 Ludvik XIII. kot lovski dvorec. Leta 1634 ga je Ludvik XIII. povečal v palačo, ki jo je ustvaril njegov glavni arhitekt in inženir Philibert Le Roy. Leta 1661 se je Ludvik XIV. odločil, da jo bo še povečal, ne da bi uničil original. Louisa Le Vaua in Charlesa le Bruna je imenoval za svojega arhitekta in oblikovalca, Andréja le Notreja pa je določil, da po vzoru Vaux-le-Vicomte ustvari velik formalni vrt, ki ga je bilo mogoče gledati z dvorca. Ko je Le Vau umrl leta 1670, je projekt dobil njegov pomočnik François d'Orbay, ki je začetno fazo zaključil leta 1674.
Nova palača je obdajala stari zidani dvorec, z novimi krili na severu, jugu in zadaj. Fasada je bila, tako kot novo krilo Louvra, s kolosalnimi stebri, medtem ko je bila streha ravna s teraso, okrašena z balustradami, pilastri, balkoni, kipi in trofejami. Le Brun je od 1674 do 1675 ustvaril notranjost. Majhna vojska slikarjev, kiparjev in dekoraterjev se je lotila dela z uporabo marmorja, barvnega kamna in brona. ogledala in pozlačene štukature. Le Brun je sam poslikal strop. Dvorana ogledal, ki jo je leta 1678–1680 zgradil Jules Hardouin-Mansart, nečak Francoisa Mansarta, je gledala na novi vrt. Okrasil jo je tudi Le Brun, ki jo je dokončal leta 1684, nakar je postala simbol celotnega francoskega baročnega sloga. Nova palača je bila odprta za skoraj vsakega obiskovalca in je postala neizmerno gledališče, kjer je kralj s skrbnim protokolom opravljal svoje slovesnosti v javnosti.
- Vrtna fasada prvega dvorca Philiberta Le Roya (1634)
- Marmorno dvorišče razširjenega dvorca, kakor ga je spremenil Jules Hardouin-Mansart (ok. 1680)[10]
- Dvorana ogledal v Versajski palači, ki jo je okrasil Charles Le Brun (1678–1684)[9]
- Vrtna fasada Louisa Le Vaua (1668–1674), kot jo je spremenil Jules Hardouin-Mansart (1678–1680)[9]

Ludvik je palačo gradil do konca svoje vladavine. Leta 1687 sta Jules Hardouin-Mansart in nato Robert de Cotte postavila Veliki Trianon. Imel je eno nadstropje, okrašeno z mavcem in marmorjem, z ravno streho in balustrado. Tloris je bil zelo preprost, peristil je bil obdan z dvema kriloma in dvema avant-corps ali deli pred krili. Imel je preprosto in čisto obliko, ki je navdihnila podobne palačne stavbe po Evropi, od Prusije do Rusije. Mansart je v podobnem slogu dokončal tudi oranžerijo (1684–1686), ki je obkrožila formalni vrt in bazen. Vrtovi, ki jih je ustvaril André le Notre, so bili zasnovani tako, da dopolnjujejo arhitekturo palače in z njo izražajo geometrijske uličice, bazene, vrste dreves, gredice in fontane, kraljevo mojstrstvo nad naravo.
Zadnji del palače je bila kapela, ki se je začela graditi leta 1689 po načrtih Hardouin-Mansarta, dokončal pa jo je Robert de Cotte v letih 1708–1710. Prostor je dobil več prostora in svetlobe z uporabo klasičnih stebrov namesto masivnih slopov in z namestitvijo podpornih stebrov na zgornji nivo.
Ludvik XV. je še naprej gradil, večinoma s spremembami notranjih prostorov. Njegov glavni prispevek je bil Mali Trianon Ange-Jacquesa Gabriela. Njegova stroga arhitektura je bila znak prehoda iz francoskega baroka v neoklasicizem.
- Kapela Versajske palače avtorjev Julesa Hardouina-Mansarta in Roberta de Cotteja (1689–1710)
- Veliki trianon Julesa Hardouina-Mansarta in Roberta de Cotteja (1687–88)
- Versajska oranžerija Julesa Hardouin-Mansarta
- Petit Trianon, Ange-Jacques Gabriel (1762–1768)

## Cerkvena arhitektura
Arhitektura cerkva se je v zgodnjem francoskem baroku razvijala počasneje; pozno manieristični gotski slog, ki ga ponazarja cerkev Saint-Étienne-du-Mont Clauda Guérina (1606–21), je bil še vedno prevladujoč slog. Vendar pa je bilo med letoma 1690 in 1755 v Parizu zgrajenih štiriindvajset novih cerkvenih fasad. Natečaji za nove cerkvene zasnove, zlasti Prix de Rome in natečaj za razširitev  Saint-Sulpice in [[Saint-Eustache v Parizu, so prinesli veliko izvirnih idej.
Prva francoska cerkvena fasada v novem baročnem slogu je bila za cerkev St-Gervais-et-St-Protais (1616) Salomona de Brosseja. Tako kot Jezusova cerkev v Rimu je imela fasado s tremi redovi stebrov, dorskim, jonskim in korintskim, razporejene v nadstropjih eno nad drugo. Druga različica novega sloga se je pojavila v glavni jezuitski cerkvi v Parizu, cerkvi Saint-Paul-Saint-Louis, ki jo je navdihnila jezuitska cerkev Il Gesù v Rimu. Zasnovala sta jo jezuitska arhitekta Etienne Martellange in François Derand, imel je dva nivoja, s spodnjim nivojem v višini kapel in zgornjim nivojem, z drugim redom stebrov in fronto nad portalom cerkve. Zgornji nivo je bil podprt s konzolami v obrnjeni obliki črke S. Površina fasade je bila okrašena s kipi v nišah in drugim baročnim okrasjem. Notranji tloris je bil pravokoten, z veliko obokano ladjo, obrobljeno s kapelicami.
Notranjost novih župnijskih cerkva, kot so Saint-Sulpice, Saint-Louis-en-l'Île in Saint-Roch, je v veliki meri sledila tradicionalnemu gotskemu tlorisu Notre-Dame, čeprav so dodali fasade in nekatere druge dekorativne elemente iz italijanskega baroka. Saint-Roch (1653–90), ki jo je zasnoval Jacques Lemercier, je imela gotski tloris, a pisano okrasje v italijanskem slogu. Po nasvetu Tridentinskega koncila, da se vključijo v mestno arhitekturo, so nove cerkve poravnali z ulico. namesto da bi bile vedno obrnjen proti vzhodu in zahodu. 
- Cerkev Saint-Étienne-du-Mont Claudea Guérina v pozno manirističnem gotskem slogu (1606–21)
- Cerkev St-Gervais-et-St-Protais, prva pariška cerkev s fasado v novem baročnem slogu (1616–20)
- Cerkev Saint-Paul-Saint-Louis (1627–41), avtorja Etienne Martellange in François Derand
- Notranjost Saint-Paul-Saint-Louis (1627–41)
- Cerkev Saint-Roch (1653–90) Jacquesa Lemercierja

## Vzpon kupole
Glavna novost francoske baročne verske arhitekture je bila uvedba kupole ali kupole nad osrednjo ladjo, sloga, uvoženega iz italijanskega baroka. Kot prototip je služila kupola cerkve IL Gesù v Rimu Giacoma della Porta (1568–1584). Prva pariška cerkev, ki je imela kupolo, je bila kapela, katere fasada je danes na dvorišču École nationale supérieure des Beaux-Arts na ulici Bonaparte v Parizu. Naslednja, večja kupola je bila zgrajena v Église Saint-Joseph-des-Carmes (1613–20) v isti soseski. Večjo in še bolj impresivno zgodnjo kupolo je zgradil François Mansart za cerkev Temple du Marais (1632–34).
Še eno inovativno kupolo je zgradil Jacques Lemercier za Collège de Sorbone, začenši leta 1635. Ta zasnova je imela polkroglasto kupolo na visokem osmerokotnem bobnu, prvo te vrste v Franciji, s štirimi majhnimi kupolami v kotih grškega križa nad stebri korintskega reda na fasadi.
Veliko večjo in višjo kupolo po vzoru italijanskega baroka je začel François Mansart, nato Jacques Lemercier, dokončal pa Pierre Le Muet za kapelo kraljeve bolnišnice in samostana Val-de-Grâce (1645–1665). Fasada ima dva nivoja stebrov in pedimentov ter peristil ločenih stebrov, kupola pa je okrašena z obilico obokov, reber, kipov, opornikov in okraskov, zaradi česar je najbolj italijanska med francoskimi kupolami.
V drugi polovici 17. stoletja sta se začeli graditi dve pomembnejši kupoli. Kapela College des Quatre-Nations (danes Institut de France Louisa Le Vaua in Françoisa d'Orbaya (1662–1668) je bila zgrajena iz zapuščine kardinala Mazarina čez Seno nasproti Louvra in vsebuje njegov grob. Največja kupola je bila kapela Les Invalides, kapela za bolnišnico vojaških veteranov, ki jo je zgradil Jules Hardouin-Mansart (1677–1706), kot simbol dobrodelnosti in vojaške slave. Kocko stavbe nadgrajuje valjast steber iz dveh bobnov, kar daje kupoli izjemno višino. Sama kupola je bogato okrašena s skulpturo na vgradnih oblogah in okraski iz pozlačenega brona med navpičnimi rebri kupole.
- Temple du Marais cerkve samostana Obiskovanja, François Mansart (1632–34)
- Cerkev Val de Grace Louisa Le Vaua (1624–1669)
- Cerkev Saint-Roch, Pariz delo Jacquesa Lemercierja (1653–90)
- Kapela Sorbonskega kolidža Jacquesa Lemercierja (1635– )
- Collége des Quatres-Nations, Louis Le Vau in Jacques d'Orbay (1662–1668)
- Les Invalides, Jules Hardouin-Mansart (1677–1706)

## Stanovanjska arhitektura –hôtel particulier
Slog stanovanjske gradnje, znan kot hôtel particulier (mestni dvorec), je cvetel v baročni dobi, zlasti v Parizu, kjer so plemiči gradili svoje mestne hiše. Nicolas Catherinot jih je v Traité de l'architecture (1688) opredelil kot »manj lepe od palač in lepše od preprostih dvorcev«. Na zgodnje pariške hôtels particul je deloma vplivala italijanska arhitektura in v manjšem obsegu model Luksemburške palače. Zgodnjebaročni hôtel particulier je bil običajno postavljen med obzidano dvorišče spredaj in vrt zadaj, z vhodom na dvorišče skozi paviljon na ulici. Hôtel de Sully (1624–1630) v Parizu, ki ga je zasnoval Jean Androuet du Cerceau, je dober primer zgodnjega sloga, kot tudi Hôtel Carnavalet. Medtem ko je bil Hôtel de Sully prvotno načrtovan za gradnjo iz opeke in kamna, je bil končno zgrajen v celoti iz kamna. Velikost in zapletenost hôtels se je povečala v 17. stoletju, z videzom preddverja med letoma 1635 in 1640. Novejši dvorci so imeli tudi dve dvorišči, eno za slovesnosti (cour d'honneur) in drugo za bolj praktične namene, kot so hlevi. Fasada stanovanjske stavbe, obrnjene proti vrtu, je zasedla celotno širino zemljišča. Začele so se pojavljati nove specializirane vrste sob, kot so jedilnice in saloni. Pomembni primeri francoskih baročnih dvorcev so Hôtel Carnavalet, Hôtel de Sully, Hôtel de Beauvais (1655–1660) in Hôtel de Soubise (1624–1639) (zdaj ga zaseda Francoski nacionalni arhiv). Izjemen primer zunaj Pariza je Rohanova palača, Strasbourg.
- Hôtel de Sully (1624–1639)
- Hôtel de Beauvais (1655–1660)
- Hôtel Carnavalet
- Rohanova palača, Strasbourg

## Trg pred palačami
Skupina palač enake velikosti in enake arhitekture okoli trga, običajno s fontano na sredini, po italijanskem vzoru, se je kot arhitekturni element pojavila v Parizu na Place Royal (danes Place des Vosges) med leti 1605 in 1613. Stavbe so imele visoke mansardne strehe in tribarvne fasade iz kamna in skrilavca. Na začetku je bil v središču postavljen kip Ludvika XIII. na konju. Manjši trg Place Dauphine, prvotno z dvaindvajsetimi hišami, je bil zgrajen na Île de la Cité ob Pont Neufu med leti 1607 in 1610. Bil je obrnjen proti konjeniškemu kipu Henrika IV. Francoskega.
Naslednji večji mestni trg, zgrajen v Parizu, je bil Place des Victoires (1684–1697), nepremičninski razvoj sedmih velikih stavb v treh segmentih okoli ovalnega trga, za osrednji del pa je bil predviden konjeniški kip Ludvika XIV. Zgradil ga je podjetni podjetnik in dvorni plemič Jean-Baptiste Prédot v kombinaciji z arhitektom Julesom Hardouin-Mansartom. Novi trg je bil prikaz novega monumentalnega sloga Ludvika XIV. Staro opeko in kamen na trgih Henrika IV. je nadomestil Grand Style monumentalnih stebrov, ki so bili običajno del same fasade, namesto da bi stali ločeno. Vse stavbe okoli trga so bile povezane in zgrajene v isti višini, v istem slogu. V pritličju je bila pokrita arkada za pešce.
Med letoma 1699 in 1702 je Hardouin-Mansart zgradil še en trg. Place Vendôme, z drugo novostjo je bil ta projekt delno financiran s prodajo zemljišč okoli trga. Vsi ti projekti so imeli monumentalne fasade v slogu Ludvika XIV., ki dajejo trgom posebno harmonijo.
Ludvik XV. je sledil zgledu Ludvika XIV. V poznejših letih svoje vladavine je v središču mesta zgradil nov nov trg, Place Louis XV. (danes Place de la Concorde, s skladno vrsto novih stavb, ki jih je zasnoval Ange-Jacques Gabriel. Po zgledu zgodnejših trgov, je bil na njem konjeniški kip Ludvika XV., ki so ga podrli med francosko revolucijo. Ludvik XV. je v središčih Rennesa in Bordeauxa zgradil še druge monumentalne trge po istem arhitekturnem vzorcu. Še en pomemben trg, Place Stanislas, je bil zgrajen v mestu Nancy v Loreni, malo preden je bilo vojvodstvo formalno priključeno Franciji.
- Place des Victoires (1684–1697), Jules Hardouin-Mansart
- Place Vendôme (1699–1702), Jules Hardouin-Mansart
- Oblikovanje Place Louis XV., Ange-Jacques Gabriel (1758)
- Place de la Bourse v Bordeauxu, Ange-Jacques Gabriel (1730–1775)
- Nancy, Place Stanislas, E.Héré, 1752–1760.jpg